# Björn Hamberg
Björn Hamberg (Skoghall, 5 juni 1985) is een Zweedse voetbaltrainer die onder andere voor Swansea City, Brighton & Hove Albion en Chelsea heeft gewerkt.

## Carrière

### Assistent-trainer
Hamberg begon zijn carrière als trainer in 2010 bij Frösö IF, een lokale Zweedse voetbalclub die op regionaal niveau actief was. Na een jaar in dienst te zijn bij de club uit Frösön pikte de hoofdtrainer van het nabijgelegen Östersunds FK, Graham Potter, hem op. Als assistent-trainer van de Engelsman begeleidde hij de ploeg van het vierde niveau naar het hoogste niveau, de Allsvenskan. In 2017 wist Östersund zelfs de Zweedse voetbalbeker te winnen. Daarmee plaatste het zich voor het eerst in de clubgeschiedenis voor Europees voetbal. In de Europa League overleefde het team de groepsfase met onder andere Hertha BSC en Athletic Club. Uiteindelijk schakelde Arsenal hen uit.
Het succes van de Zweedse formatie werd opgemerkt door Brighton & Hove Albion FC, die Potter en Hamberg aanstelden als hoofd- respectievelijk assistent-trainer. De Engelse kustploeg combineerde attractief voetbal en goede resultaten. Zo bouwden Potter en Hamberg gestaag verder op het werk dat ze bij hun eerdere clubs redden geleverd. Opnieuw trokken ze de aandacht want ditmaal stapten ze over naar Premier League-topclub Chelsea. Daar ging het Potter en zijn staf minder voor de wind . Na enkele maanden volgde ontslag. Hamberg bleef nog wel actief in de technische staf van Chelsea onder Frank Lampard, maar vertrok in augustus 2023 alsnog bij The Blues. 
Vanaf 1 juli 2024 is Hamberg assistent-trainer van Brian Priske bij Feyenoord. Hier bleef hij aan tot 10 februari 2025. Hoofdtrainer Priske en zijn assistenten Hamberg en Lukas Babalola werden toen ontslagen als gevolg van teleurstellende resultaten.

## Erelijst

### Als assistent-trainer
| Johan Cruijff Schaal | 1x | 2024 |